# Suneung
O Suneung (수능) ou Teste Escolar de Habilidades é um tipo de teste padronizado utilizado na Coreia do Sul para ingresso em universidades coreanas, o teste é aplicado na segunda quinta-feira de novembro. O Suneung é conhecido, principalmente, pela extrema organização e rigorosidade do teste, no dia da prova existe um grande contingente de policiais que organizam o trânsito. No Brasil, o Suneung foi uma das principais inspirações para a criação do ENEM.

## Estrutura da prova
- Primeiro Período - Verbal, 50 questões com 80 minutos de duração
- Segundo período - Matemática, 30 questões com 100 minutos de duração
- Terceiro período - Língua inglesa, 50 questões (17 em áudio) em 70 minutos
- Quarto período
  - Estudos sociais - Ética, história, geografia, leis e sociedade
  - Ciências - Física, química e biologia
  - Educação vocacional
    - Tecnologia da informação, agricultura, pesca e transporte
    - Agricultura, indústria, economia, contabilidade, pesca, oceanografia, desenvolvimento humano, nutrição, desenho e programação
- Quinto período - Língua estrangeira (alemão, árabe, chinês, francês, espanhol, japonês e russo)